# Cry of Love
I Cry of Love furono un gruppo musicale rock della Carolina del Nord, fondato nel 1993 e scioltosi nel 1997. La formazione originale del gruppo comprendeva Kelly Holland (voce), Audley Freed (chitarra), Robert Kearns (basso) e Jason Patterson (batteria).

## Storia
I Cry of Love pubblicarono il loro primo album, Brother, nell'agosto del 1993; il singolo Peace Pipe raggiunse la vetta delle classifiche di Billboard. L'anno successivo parteciparono al Monsters of Rock. Dopo questo concerto il frontman originale del gruppo, Kelly Holland, abbandonò, venendo sostituito da Robert Mason dopo circa tre anni di attesa. La nuova formazione pubblicò nel 1997 il secondo album, Diamonds & Debris, per sciogliersi poco dopo.
Dopo lo scioglimento del gruppo, il chitarrista Audley Freed fu reclutato nei Black Crowes. Il bassista Robert Kearns dopo avere militato nella formazione dei Lynyrd Skynyrd suona nella band di Sheryl Crow insieme a Freed.

## Formazione
- Kelly Holland - voce (1993-1994)
- Robert Mason - voce (1997)
- Audley Freed - chitarra
- Robert Kearns - basso
- Jason Patterson - batteria

## Discografia

### Album
- Brother (agosto 1993)
- Diamonds & Debris (agosto 1997)

### Singoli
- Bad Thing (1993)
- Peace Pipe (1993)
- Too Cold in the Winter (1994)
- Sugarcane (1997)